# Akai MPC
Akai MPC (спочатку MIDI Production Center, тепер Music Production Center) — це серія музичних робочих станцій, що випускаються Akai з 1988 року. MPC поєднують функції семплювання та секвенування, що дозволяє користувачам записувати частини звуку, змінювати їх і відтворювати як послідовності.
Перші MPC були розроблені Роджером Лінном, який розробив успішні драм-машини LM-1 і LinnDrum у 1980-х роках. Лінн прагнув створити інтуїтивно зрозумілий інструмент із сіткою педів, на якому можна грати так само як на традиційному інструменті, такому як клавіатура чи барабанна установка. Ритми можна будувати не тільки із семплів перкусії, а й із семплів будь-якого записаного звуку.

## Розробка

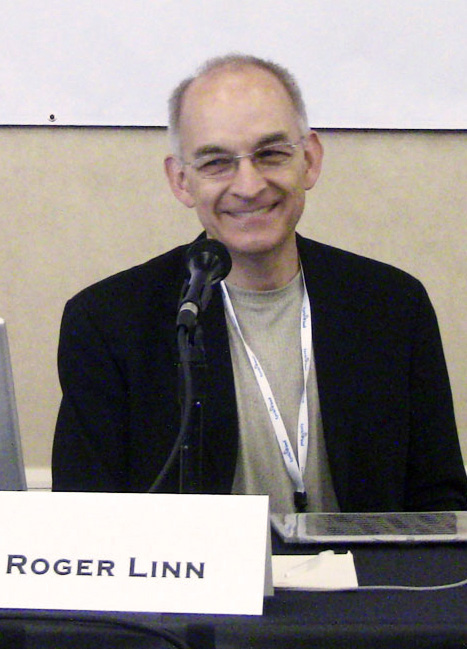
MPC був розроблений Роджером Лінном (на фото 2010 року), який також створив LinnDrum.

Наприкінці 1980-х років драм-машини стали популярними для створення ритмів і петель без інструменталістів, а виконавці хіп-хопу використовували семплери, щоб брати частини наявних записів і створювати нові композиції. Грувбокси, машини, які поєднували ці функції, як-от E-mu Systems, вимагали знань про виробництво музики та коштували до 10 000 доларів.
Початковий MPC, MPC-60, був результатом співпраці між японською компанією Akai та американським інженером Роджером Лінном. Лінн розробив успішні LM-1 і LinnDrum, дві з найперших драм-машин, які використовували семпли (попередньо записані звуки). Його компанія Linn Electronics була закрита після невдачі Linn 9000, драм-машини та семплера. За словами Лінна, його співпраця з Akai «була вдалою, оскільки Akai потребував креативного дизайнера з ідеями, а я не хотів займатися продажами, маркетингом, фінансами чи виробництвом, у чому Akai був дуже хороший».

## Особливості

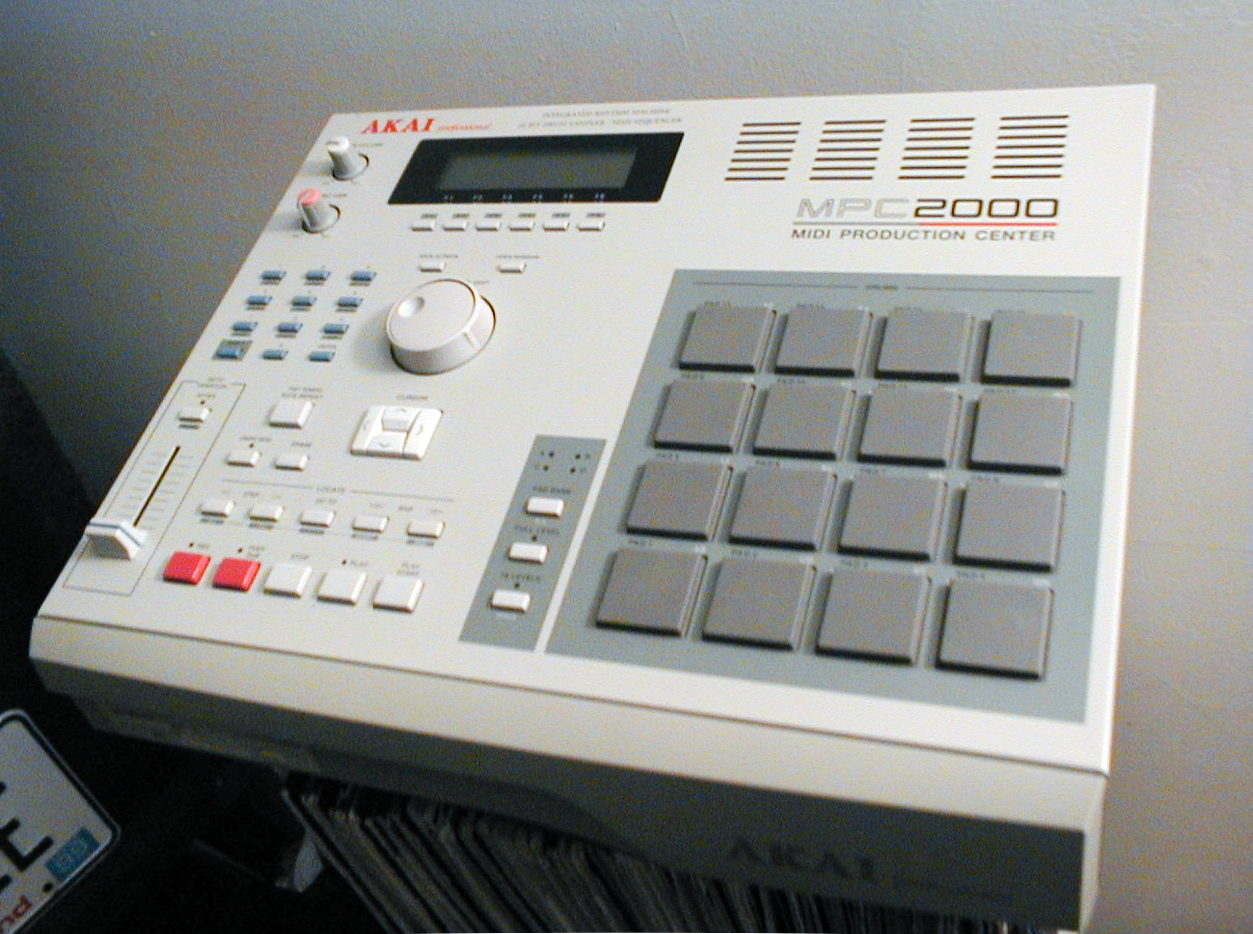
MPC2000

Замість перемикачів і маленьких жорстких кнопок попередніх пристроїв MPC має сітку 4x4 із великих чутливих до тиску гумових подушечок, якими можна грати так само як на клавіатурі. Інтерфейс був простішим, ніж у конкуруючих інструментів; його можна використовувати без студії та приєднати до звичайної звукової системи. За словами Vox, «найголовніше те, що це не була величезна стаціонарна мікшерна панель із такою кількістю кнопок, як кабіна літака».

## Подальше читання
- Akai MPC2000. Future Music. № 56. Future Publishing. May 1997. с. 39. ISSN 0967-0378. OCLC 1032779031.